# الديانة الإترورية

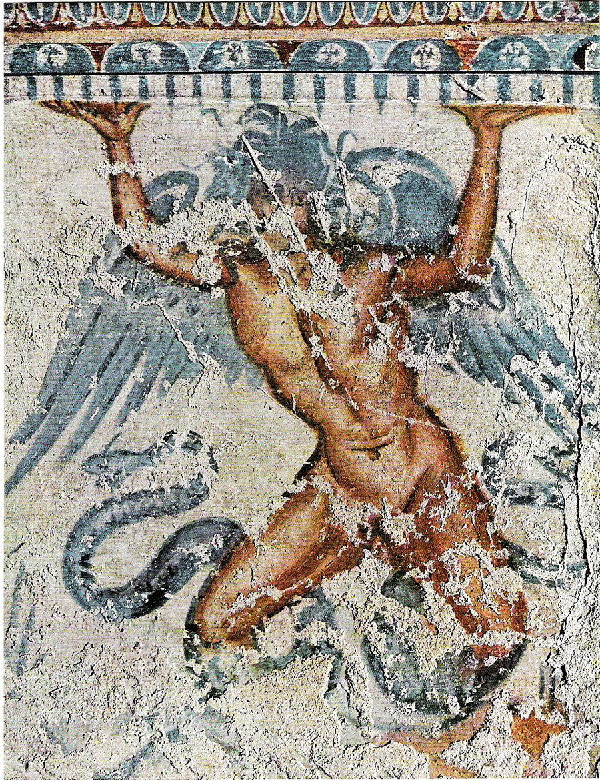
جدارية الإترورية لتايفوس، من تاركينيا

تتألف الديانة الإترورية من مجموعة من القصص والمعتقدات والممارسات الدينية الحضارة الإترورية، التي نشأت في القرن السابع قبل الميلاد من عصر الحضارة الفيلانوفية في العصر الحديدي السابق، والتي تأثرت بشدة بأساطير اليونان القديمة وفينيقيا، وتتقاسم التشابهات مع الأساطير الرومانية المتزامنة والدين. عندما تم دمج الحضارة الإترورية في الجمهورية الرومانية في القرن الرابع قبل الميلاد، تم دمج الدين والأساطير الإترورية جزئيًا في الثقافة الرومانية الكلاسيكية، في أعقاب الميل الروماني لاستيعاب بعض الآلهة والعادات المحلية للأراضي التي تم فتحها.

## معتقداتها
يقوم نظام الإيمان الإتروري على تعددية الآلهة؛ فتُعتبر كل الظواهر المرئية تجلّيًا لقوة إلهية، وهذه القوى متجسدة في آلهة تعمل في الكون بشكل مستمر لكن يمكن للفانين نصحها وإقناعها.

بعد وقت طويل من دمج الحضارة الإترورية في الرومانية، قال سينيكا الأصغر عن الفرق بين الروم والإتروريين:
«بينما نؤمن نحن أن البرق يُطلق نتيجةً لتصادم الغيوم، هم يؤمنون أن الغيوم تتصادم من أجل إطلاق البرق: لأنهم يَعزون كل شيء لإله، يقودهم ذلك إلى عدم تصديق أن الأشياء تحمل معنىً بقدر حدوثها، بل يحبذون تصديق أنها تحدث لأنها يجب أن تحمل معنى».

### الأرواح والآلهة
المقالات الرئيسية: لائحة بالشخصيات الإترورية الأسطورية ولائحة بالأسماء الإترورية للآلهة الإغريقية
حول الـ mun أو muni، وتعني الأضرحة، كانت تحوم الـ man أو mani (باللاتينية Manes) وهي أرواح الأسلاف. في دراسة الأيقونات بعد القرن الخامس ق.م، ظهر الموتى بصورة مُرتحلين إلى العالم السفليّ. في عدة حالات من الفن الإتروري، كما في ضريح فرانسوا في فولتشي، تُعرّف روح الميت بالمصطلح hinthial، ومعناه الحرفيّ «الشخص الذي في الأسفل».
أحد الآلهة كان يدعى ais (دُعي لاحقًا eis)، وجمعه aisar. كان بيت الإله مكانًا مقدسًا يدعى fanu أو luth، مماثلًا للـ favi، ويعني قبرًا أو معبدًا. هناك يجب على الزائر أن يقدم fler (جمعها flerchva) وتعني «قُربانًا».
صُوّرت ثلاث طبقات من الآلهة في الفن الإتروري. واحدةٌ منها تبدو أقلّ ألوهيةً وذات منشأ محلّي وهي: كاثا وأوسيل، الشمس؛ تيفر، القمر؛ سيلفانس، إله متمدّن؛ توران، ربة الحب؛ لاران، إله الحرب؛ لينث، ربة الموت؛ ماريس، ثالنا، تورمس والإله فولفونس، الذي يرتبط اسمه بطريقة غير معروفة بمدينة بوبولونيا وشعار (populus Romanus) الذي يعني شعب روما.
تحكمهم آلهة أعظم منهم ويبدو أنهم انعكاس للنظام الهندو أوروبي وهم: تين أو تينيا؛ السماء، وزوجته أوني (جونو)، وسيل؛ ربة الأرض.
تبنى النظام الإتروري الآلهة الإغريقية بصفة طبقةٍ ثالثة خلال فترة التوجيه الإترورية ما بين 750/ 700 - 600 ق.م. والأمثلة على ذلك أريتيمي (أرتميس)، مينرفا (مينيرفا؛ يقابلها باللاتينية أثينا)، وباخا (باخوس؛ ويقابله باللاتينية ديونيسوس)، ومع الوقت أصبحت الثالوث الأساسي تينيا، أوني ومينرفا.

## العرّافون والعَرافة
يؤمن الإتروريون أن ديانتهم لُقنت لهم بواسطة عرافين، والاثنين الأساسيَّين هما تاغِس؛ شخصيةٌ طفولية وُلدَ من أرضٍ محروثة ومُنحت هبةَ البصيرةَ، وفيغويا؛ شخصية أنثوية.
آمن الإتروريون بالتواصل الوثيق مع اللاهوت. كانوا يستشيرون الآلهة بشكل لائق وينتظرون إشاراتٍ منها قبل الإقدام على أي شيء. وقد تبنّى الرومان هذه الممارسات بمجملها.

### إيتروسكا ديسيبلينا
كانت النصوص المقدسة الإترورية عبارةً عن مدونة نصوص تُدعى إيتروسكا ديسيبلينا. يظهر هذا الاسم في مؤلفات فاليريوس ماكسيموس، ويشير ماركوسرتولّيُس سيسيرو إلى ديسيبلينا في مؤلفاته عن الموضوع.
يلخص ماسّيمو بالّوتينو النصوص المقدسة المعروفة (لكن غير الموجودة) تحت عناوين ليبري هاروسبيسيني، الحاوية على نظرية وقواعد العرافة باستخدام أحشاء الحيوانات؛ الطرق الصحيحة لإنشاء المدن والأضرحة، تصريف الحقول، صياغة القوانين والأنظمة، قياس الفضاء وتقسيم الوقت، ليبري أشيرونتيسي؛ يتكلم عن الحياة الآخرة، وليبري أوستينتاريا؛ الحاوي على قواعد تفسير المعاجز. نُشر وحي النبي تاغِس في ليبري تاغيتيكي، الذي احتوى على ليبري هاروسبيسيني وأشيرونتيسي، ووحي النبية فيغويا في ليبري فيغويسي، الذي احتوى على ليبري فولغورالِس وجزء من ليبري ريتوالِس.
لم تقدم هذه الأعمال نبوءات أو نصوصًا مقدسة بالمعنى المألوف: لم يتنبأ إيتروسكا ديسيبلينا بشيء بحد ذاته. يبدو أن الإتروريين لم يحظوا بأي أخلاقيات ممنهجة أو ديانة أو رؤى عظيمة. بل ركزوا بدلًا من ذلك على مشكلة مشيئة الآلهة متسائلين: إذا كانت الآلهة قد خلقت الكون والإنسانية ولديها مشيئة وخطة لكل شخص وكل شيء فيه، لماذا لم تبدع نظامًا لنقل تلك المشيئة بأسلوب واضح؟
تقبل الإتروريون غموض مشيئة آلهتهم. ولم يحاولوا عَقلَنة أو شرح الأفعال الإلهية أو صوغ أي تعاليم حول نوايا الآلهة. ولحل مشكلة التحقق من المشيئة الإلهية، طوروا نظامًا مدروسًا للعرافة؛ وهو أن الآلهة تقدم دفقًا سرمديًا من الإشارات في ظواهر الحياة اليومية، التي إذا قُرأت بشكل صحيح يمكنها توجيه شؤون البشرية. قد تكون هذه الإيحاءات غير مفهومة بطريقة أو بأخرى وقد لا تكون سلسةً أو سهلة، ولكن الشك فيها خطير.
بالتالي، كان إيتروسكا ديسيبلينا مجموعةً أساسيةً من قواعد تدبير جميع أنواع العرافة؛ يدعوها بالّوتينو «دستورًا» دينيًّا وسياسيًّا: إن ماهية القوانين التي يجب وضعها والكيفية التي يجب على البشر أن يتصرفوا بها ليست أمرًا مفروضًا، بل قواعد مدروسة لسؤال الآلهة هذه الأسئلة وتلقّي أجوبةً.

قال شيشيرو:
«التقبّل الطائش للرأي الخاطئ أمر شائن في جميع الحالات، خصوصًا في الاستعلام حول مقدار الأهمية التي يجب منحها للطالع، للطقوس المقدسة، وللعبادات الدينية؛ ولكننا نتحمل خطر ارتكاب جريمة بحق الآلهة إذا نبذناها، أو الانخراط بخرافات النساء العجائز إذا وافقناها.
ثم قال ممازحًا، ممثلًا العرافة بغناء الضفادع:
من يمكنه افتراض أن الضفادع تمتلك هذه البصيرة؟ ومع ذلك هي تمتلك بالفطرة بعض مَلَكة الحدس، واضحة جدًا بالنسبة لها، وغامضة جدًا بالنسبة للفهم البشري.

### الكهنة والمسؤولون
طبقًا للنظام، كان الكهنة الذين دعاهم الروم بـ haruspices  أو sacerdotes  يتولون الاستفسارات العَرافية؛ كان لدى تاركويني كلية تحتوي على 60 كاهنًا. استخدم الإتروريون عدة كلمات كما تثبت نقوشهم: كابِن (باللغة السابية cupencus)، مارو (باللغة الأمبرية maron-)،eisnev ، hatrencu  (كاهنات). وقد سمو فن هاروسبيسي بـ ziχ neθsrac.
كان قاض خاص يدعى بالـ cechase  يعتني بالـ cecha أو rath، وهي أشياء مقدسة. على كلٍ، كل رجل كانت عليه مجموعة من المسؤوليات الدينية، والتي كانت تتجلى في alumnathe أو slecaches، وهو مجتمع مقدس. لم يكن يجري أي حدث عام دون حضور الـ netsvis، الـ haruspex، أو معادلته من الناحية الأنثوية. والـ nethsra، التي كانت تقرأ الحدبات على كبد خروف مضحىً به على نحو لائق. هناك نموذج كبد مصنوع من البرونز، لا تزال أهميته الدينية مسألة جدال حامٍ، مقسم إلى قطاعات ربما قُصد بها شرح ما يعنيه وجود حدبة في كل قطاع.

## روابط خارجية
- Cicero، Marcus Tullius (1923) [44 BC]. W.A. Falconer (المحرر). Cicero on Divination. Loeb Classical Library. Harvard University Press. ج. XX.
- William P. Thayer (2008). "Cicero on Divination". Lacus Curtius. University of Chicago. مؤرشف من الأصل في 2023-07-07. اطلع عليه بتاريخ 2009-06-25.
- Cicero, Marcus Tullius (2009) [44 BC]. "De Divinatione". The Latin Library (باللاتينية). Archived from the original on 2019-03-30. Retrieved 2009-06-25.